# Xã Trenton, Quận Henry, Iowa
Xã Trenton (tiếng Anh: Trenton Township) là một xã thuộc quận Henry, tiểu bang Iowa, Hoa Kỳ. Năm 2010, dân số của xã này là 467 người.